# General Aircraft Hotspur
|}
General Aircraft GAL.48 Hotspur je bil britansko vojaško jadralno letalo iz časa 2. svetovne vojne. Leta 1940 so po ukazu Churchilla ustanovili padalske enote in tako se je pojavila potreba po novem jadralniku.
Glavni načrtovalec GAL.48 je bil F.F. Crocombe. Dizajn je deloma podoben DFS 230. Hotspur Mark I je bil večinoma grajen iz lesa. Razpon kril je bil 18,9 metra, dolžina pa 11,98 metra. Tovor je bil okrog 850 kilogramov.
Predlagana je bil tudi večja verzija GAL.48B "Twin Hotspur", zgradili so samo prototip.
Hotspur je bil sorazmerno majhen, zato so razvili Airspeed Horsa in General Aircraft Hamilcar. Do leta 1943 so zgradili okrog 1000 letal Hotspur.

## Tehnične specifikacije (Hotspur Mk II)
Podatki iz The Encyclopedia of Weapons of World War II
Splošne karakteristike
- Posadka: 2
- Število sedežev: 8 vojakov
- Dolžina: 39 ft (11,89 m)
- Razpon kril: 45 ft 10¾ in (13,99 m)
- Višina: 10 ft (3,05 m)
- Površina kril: 272 ft² (25,3 m²)
- Teža praznega letala: 1661 lb (753 kg)
- Maks. vzletna teža: 3598 lb (1632 kg)

 Zmogljivost 
- Maks. hitrost: 90 mph (145 km/h
- Pristajalna hitrost: 56 mph (90 km/h))
- Doseg: 83 milj z višine 20000 čevljev (134 km z višine 6100 m)
- Obremenitev kril: 13,23 lb/ft² (64,6 kg/m²)